# Masia del Plana
La Masia del Plana és una masia situada al municipi de Vallmoll, a la comarca de l'Alt Camp.